# 부르한 샤히디

부르한 샤히디 (1950년)

부르한 샤히디(위구르어: بۇرھان شەھىدى, برهان شهيدي, 중국어: 包尔汉·沙希迪, 러시아어: Бурхан Шахиди, 타타르어: Borhan Şähidi, 1894년 10월 3일 ~ 1989년 8월 27일)는 20세기 동안 중화인민공화국 신장 위구르 자치구의 정치 지도자였다.

## 생애
부르한 샤히디는 1894년 러시아 카잔현에서 청나라 때 농민 봉기가 실패한 후 남신장의 오아시스 마을인 아크수시에서 조상이 도망친 집안에서 태어났다. 그의 가족은 가난했고 그는 어린 시절에 학교를 거의 받지 못했다. 1912년 청나라가 멸망한 후, 그는 타타르 상인들과 함께 신장의 디화(지금의 우루무치)로 가서 견습공과 점원으로 일했다. 1914년, 그는 그의 가족의 조상으로 인해 중화민국으로부터 중국 시민권을 신청하고 받을 수 있었다. 그는 위구르어, 만다린어, 러시아어, 튀르키예어, 일부 아랍어를 구사했으며 당시 신장 지도자인 양쩡신의 통역 역할을 했다. 자디드의 지도자 이스마일 가스프린스키는 부르한 샤히디에게 영감을 주었다.
1929년, 그는 신장의 차기 지도자 진슈렌에 의해 바이마르 독일로 보내져 베를린에서 정치 경제학을 공부했다. 1933년 신장으로 돌아와 토지 개발 회사의 부장을 비롯한 여러 직책을 맡았다. 그는 1934년 신장 국가 대회에서 중요한 역할을 했다. 이 의회에서는 타림 분지의 오아시스에 있는 대다수의 튀르크계 이슬람교도들을 묘사하기 위해 위구르라는 민족명칭이 채택되었다.

## 같이 보기
- 중국 타타르족